# Jardín botánico Myall Park
El Jardín botánico Myall Park, (inglés: Myall Park Botanic Garden) es un jardín botánico y área preservada de 132 hectáreas de extensión, en Glenmorgan Queensland, Australia.
El código de reconocimiento internacional de "Myall Park Botanic Gard" como miembro del "Botanic Gardens Conservation Internacional" (BGCI), así como las siglas de su herbario es MYAL.

## Localización e información
El jardín botánico está ubicado en la región de "Western Downs" a medio día de conducción en automóvil desde el oeste de Brisbane.
Myall Park Botanic Garden Surat Developmental Road, Glenmorgan, Queensland QLD 4423,  Australia.
Planos y vistas satelitales.27°15′54″S 149°40′04″E / -27.26500, 149.66778
El jardín botánico está abierto todos los días del año.

## Historia
El "Myall Park Botanic Garden" surgió gracias a la iniciativa de su fundador Mr Dave Gordon (1899-2001), que en 1941 comenzó el aclareo de los terrenos en ladera de la zona para aprovechar la diversidad de suelos existente para cultivar plantas de diferentes procedencias. Así fueron enviados alrededor de Australia colectores experimentados que trajeron muchas especies, algunas que no se encontraron más en sus ambientes naturales, más tarde fueron vueltas para la reintroducción en su medio natural. Con un enfoque en especies de hábitat áridos y semiáridos. Los especímenes del herbario también fueron hechos del material vegetal recogido, así que se puede hacer una identificación correcta. 
A comienzos de los años 50 en que la lana alcanzaba una alta cotización y por consiguiente los ingresos del fundador fueron mayores, la finca fue cercada en un área de 128 ha para prevenir entrar las ovejas, ganado y caballos. Para facilitar la colección ex-situ cada vez mayor, muchas de las 132 ha fue despejada e instalado un circuito de agua usando tuberías galvanizadas. El área manejada había llegado a unas 90 ha y había requerido para entonces una red de tanques, altos para almacenar el agua y centenares de unidades sobre el suelo de tomas de riego.
Se construyó un vivero que incluyó una casa caliente de cristal, cajoneras de germinación, almacén de mantillo, y un almacén de semillas. El almacenaje de la semilla consistió en cajones y un sistema de catalogación en el que registraron la fuente de semilla, fecha, suministrador, uso. Los expedientes manuscritos de la propagación, de tarifas de supervivencia y de localizaciones de establecimiento fueron guardados. 
Se dio empleo a un número de horticultores para manejar los elementos del establecimiento y de la colección del jardín: Mr. Alf Grey (1949-1952) y Mr. Len Miller (1952-1954). Eran ingleses que venían formados en las maneras tradicionales de jardinería europea. 
El jardín disminuyó durante los años 60 al enfermar M. Gordo, así mismo como al disminuir los fondos en los años 80 al disminuir el valor de la lana. Durante este período, el viverista Mr. Reg Carter, mantuvo el vivero en funcionamiento y continuó propagando las semillas, esquejes e injertos. 
Dorothy Gordon (1928-1985), artista ilustradora de especies botánicas y esposa de Mr. Gordon fue la compañera constante y con su ayuda moral a Dave le dio el apoyo necesario para continuar en su empeño. 
La muerte de Dorothy fue un golpe para Dave pues Dorothy actuaba como secretaria que enviaba numerosa correspondencia a los jardines botánicos, a los recolectores y a los órganos gubernamentales. Los amigos y la familia se volcaron en ayuda con la gerencia del jardín en 1988. Este comité prosperó y formaron a una compañía limitada por garantía en 1992. En el mismo año el jardín fue clasificado como herencia enumerada en el "Register of National Estates". En 1994, fue suprimida la finca de pasto de alrededor de las 132 ha y añadida a la compañía. A esta área de propiedad privada se llega por un camino público que enlaza con la "Myall Park Road".
El libro ‘Australian Wildflower Paintings by Dorothy Gordon’ fue publicado con la ayuda de una beca del Bicentennial y de asistencia del "Meandarra Arts Council". Posteriormente en 1995 fue abierta dentro del jardín una galería de arte para contener las pinturas originales de las acuarelas. Este edificio también contiene la biblioteca botánica, y archivos del jardín. Además, los trabajos de arte se han comisionado y están situados en el jardín
La ayuda financiera tiene muchos orígenes tal como el turismo y la sociedad de amigos del botánico en la cual las cuotas de miembro proporcionan la renta regular principal. Además, el gobierno y las concesiones no gubernamentales están llegando en lo posible y el "Western Downs Regional Council" es el que más apoyo brinda al jardín en todos los aspectos. Los patrocinadores contribuyen con frecuencia con donaciones en especies. La deductibilidad impositiva fue concedida a la compañía en 1997. No se recibió ninguno de los derechos de la venta de los híbridos de las Grevilleas desarrolladas por Gordon ya que el material vegetal fue vendido antes de su registro. 
El año 2010 fue el principio de una nueva era de dirección para el jardín. El número de directivos fue reducido y el número de miembros de los comités de división aumentaron. Este nuevo acercamiento proveyó de las oportunidades para esas intereses particulares de estar implicado solamente en estas áreas. La mayor parte del trabajo realizado en el jardín está realizado por los voluntarios, desde los directivos a la mucha gente que debe viajar centenares de kilómetros en los días de la oferta de trabajo continuo en el jardín propio y en las áreas importantes de la preservación tales como el banco de semillas. Algunos visitantes llegan para pernoctar una noche y permanecen noches adicionales para ofrecer horas valiosas de ayuda.

## Colecciones botánicas
Este jardín está en una localización ideal para ofrecer las plantas de las regiones tropicales semiáridas, áridas y secas. Los tipos del suelo difieren en el jardín y se extienden en una gama desde suelo gris más suave neutro del brigalow, limos ligeros sobre arcillas, al canto ácido laterítico rojo de grava. Una característica significativa del canto es la capa profunda de arcilla gris azulada que retiene agua y que permite el cultivo de árboles grandes arraigados profundamente. 
El jardín botánico alberga 700 especies de plantas de la flora australiana, de las cuales 200 son endémicas de la región del "Western Darling Downs", dispuestos en las siguientes secciones:
- Acacia Walk
- Garden for All Seasons Walk
- Gordon Grevilleas Walk
- Gumnut Walk
- Honeyeater Walk
- Western Walk
- Old Eucalypt Way
- Bed & Breakfast Trail
- Chinchilla White Gums Trail
- Lake View Trail

Dave Gordon ha desarrollado 3 nuevos híbridos de grevilleas. Dave y Dorothy los nombraron por los de sus hijas, Grevillea 'Robyn Gordon' (Grevillea banksii x Grevillea bipinnatifida) siendo la primera planta registrada en el "Australian Plant Cultivar Register", G. 'Sandra Gordon' (Grevillea pteridifolia x Grevillea sessilis.) y G. 'Merinda Gordon' (Grevillea insignis x Grevillea asteriscosa). Las dos primeras se han convertido en las más vendidas dentro de la industria viverista australiana.  